# Nurit Korenová
Nurit Korenová (Nurit Koren, hebrejsky נורית קורן‎, * 24. února 1960 Jeruzalém) je izraelská politička; poslankyně Knesetu za stranu Likud.

## Biografie
Žije v Herzliji. Pochází z židovské rodiny jemenského původu. Narodila se v Jeruzalému. Má čtyři děti. Podílela se na založení dvou neziskových organizací. Dlouhodobě se angažovala ve straně Likud a v letech 2013–2015 byla ředitelkou kabinetu ministra životního prostředí Gilada Erdana.
Ve volbách v roce 2015 byla zvolena do Knesetu za stranu Likud. Za Likud kandidovala i ve volbách v dubnu 2019, zvolena však nebyla.